# Power Matters Alliance
Power Matters Alliance (PMA) va ser una organització industrial global, sense ànim de lucre, la missió de la qual era avançar en un conjunt d'estàndards i protocols per a la transferència d'energia sense fil per a dispositius electrònics mòbils (específicament un tipus de càrrega inductiva que competeix amb l'estàndard Qi). L'organització es va fusionar amb Alliance for Wireless Power (A4WP) el 2015 per formar AirFuel Alliance.
Fundada per Procter & Gamble i Powermat Technologies el març de 2012, PMA era empreses de tecnologia de xarxa per tal de garantir als consumidors dispositius interoperables que empraven tecnologia d'energia sense fil. Marcat per l'electró "P", l'estàndard d'interfície PMA descriu la transferència d'energia analògica (inductiva i ressonant), la comunicació de transceptor digital, la gestió de l'energia basada en el núvol i la sostenibilitat ambiental. El consell d'administració de PMA incloïa representants d'AT&T, Duracell, Starbucks, Powermat Technologies, Flextronics, Federal Communications Commission (FCC) i Energy Star. Els membres de la PMA estaven formats per empreses de l'ecosistema de dispositius mòbils, inclosos proveïdors de telèfons mòbils, proveïdors de serveis, proveïdors de chipsets, fabricants, laboratoris de proves i establiments públics.

## Estàndard i tecnologia PMA
La missió declarada de la PMA era formular i avançar un conjunt d'estàndards d'interfície per a una transferència intel·ligent i eficient energèticament d'energia sense fil. El PMA publicava activament un conjunt d'estàndards basats en la tecnologia d'acoblament inductiu per proporcionar una potència inductiva i ressonant avançada. A més, el PMA pretenia afegir una capa digital que proporcionés APIs de configuració de polítiques, supervisió i extensibles. La PMA va gestionar els programes d'interoperabilitat, certificació i logotip segons aquestes especificacions.
L'11 de febrer de 2014, l'Alliance for Wireless Power (A4WP) i la PMA van anunciar que van signar un acord que demanava els següents passos immediats:
- PMA adopta l'especificació A4WP Rezence com a especificació de càrrega de ressonància magnètica PMA tant per als transmissors com per als receptors en configuracions únics i multimode.
- A4WP adopta l'especificació inductiva PMA com a opció compatible per a implementacions de ressonància magnètica inductiva multimode
- A4WP per col·laborar amb PMA a la seva API de xarxa oberta per a la gestió de serveis de xarxa

Aquest acord va suposar un pas cap a la consolidació de la indústria dels estàndards de càrrega sense fil.

### Grups de treball
| Grup de treball | Descripció |
| --------------- | --- |
| IPG             | L'Inductive Power WG és un GT tècnic que s'encarrega del desenvolupament i manteniment de les especificacions tècniques de les tecnologies d'energia sense fil basades en la inducció electromagnètica directa. |
| SWG             | El GT de Sostenibilitat és un GT d'assessorament la funció del qual és assessorar els GT tècnics pel que fa als requisits que permeten que les tecnologies d'energia sense fils compleixin els requisits socials, econòmics i altres de les generacions presents i futures (per exemple, estalvi d'energia, etc.) . |
| RWG             | El GT Regulador és un GT assessor la funció del qual és assessorar els GT tècnics pel que fa als requisits globals d'emissions i coexistència de la tecnologia PMA que s'està desenvolupant per donar suport al desenvolupament de tecnologies d'energia sense fil que compleixin en la major mesura amb els requisits reglamentaris regionals. possible. |
| CWG             | El GT de certificació és un GT tècnic que és responsable de l'establiment d'un programa de certificació de classe mundial amb programes a curt, mitjà i llarg termini que inclouen el desenvolupament i manteniment de plans de prova i especificacions de conformitat d'implementació. |
| MPG             | El Multimode Power Group (MPG) és un grup de treball tècnic responsable del desenvolupament i manteniment de les especificacions tècniques per a les operacions multimode entre les tecnologies inductives PMA i altres tecnologies de transferència d'energia sense fil aprovades per PMA. |
| NWG             | El Network Working Group (NWG) és un comitè tècnic responsable del desenvolupament i manteniment d'estratègies i protocols de comunicació de xarxa per a la funcionalitat relacionada amb la xarxa dels punts de càrrega sense fil. L'àmbit de treball realitzat en aquest comitè es relaciona amb el subministrament, l'operació, l'administració, la gestió i la interacció dels usuaris de la xarxa. El treball garanteix un marc viable per garantir el creixement continuat de l'ecosistema de càrrega sense fils. |
| TSC             | El TSC és l'òrgan global d'aprovació i coordinació de totes les activitats tècniques de PMA realitzades en un o més dels GT tècnics de PMA. El TSC inclou el lideratge designat, els presidents de GT i el personal de l'Oficina del Programa. |
| UPG             | UPG està contractada amb el lideratge i el desenvolupament d'especificacions estandarditzades per a la transferència d'energia sense fil basades en tecnologies no magnètiques com ara RF, ultrasons i làser que ofereixen potència a una distància de fins a 10 m (30 peus). |